# Stefano Fraquelli
Stefano Fraquelli (18 de julio de 1972) es un deportista italiano que compitió en remo. Ganó tres medallas en el Campeonato Mundial de Remo entre los años 1995 y 2002, en la prueba de ocho con timonel ligero.

## Palmarés internacional
| Campeonato Mundial | Campeonato Mundial      | Campeonato Mundial | Campeonato Mundial      |
| Año                | Lugar                   | Medalla            | Prueba                  |
| ------------------ | ----------------------- | ------------------ | ----------------------- |
| 1995               | Tampere (Finlandia)     | Medalla de bronce  | Ocho con timonel ligero |
| 1999               | St. Catharines (Canadá) | Medalla de bronce  | Ocho con timonel ligero |
| 2002               | Sevilla (España)        | Medalla de oro     | Ocho con timonel ligero |